# 菩提寺東
菩提寺東（ぼたいじひがし）は、滋賀県湖南市にある地名。現行行政地名は菩提寺東一丁目から菩提寺東四丁目。

## 地理
湖南市の北西部に位置し、南東に北山台、西に菩提寺西、他は菩提寺と接している。

## 歴史
- 2012年（平成24年）11月5日 - 菩提寺、菩提寺新町の各一部を分離し、菩提寺東一丁目から菩提寺東四丁目を設置[1]。

## 世帯数と人口
2020年（令和2年）10月1日現在（国勢調査）の世帯数と人口（国勢調査調べ）は以下の通りである。
| 丁目           | 世帯数  | 人口    |
| -------------- | ------- | ------- |
| 菩提寺東一丁目 | 71世帯  | 170人   |
| 菩提寺東二丁目 | 164世帯 | 388人   |
| 菩提寺東三丁目 | 116世帯 | 319人   |
| 菩提寺東四丁目 | 194世帯 | 519人   |
| 計             | 545世帯 | 1,396人 |

### 人口の変遷
国勢調査による人口の推移。
| 2015年（平成27年） | 1,507人 | [ 6 ] |  |
| 2020年（令和2年）  | 1,396人 | [ 3 ] |  |

### 世帯数の変遷
国勢調査による世帯数の推移。
| 2015年（平成27年） | 545世帯 | [ 6 ] |  |
| 2020年（令和2年）  | 545世帯 | [ 3 ] |  |

## 学区
市立小・中学校に通う場合、学区は以下の通りとなる。
| 丁目           | 番・番地等 | 小学校               | 中学校               |
| -------------- | ---------- | -------------------- | -------------------- |
| 菩提寺東一丁目 | 全域       | 湖南市立菩提寺小学校 | 湖南市立甲西北中学校 |
| 菩提寺東二丁目 | 全域       | 湖南市立菩提寺小学校 | 湖南市立甲西北中学校 |
| 菩提寺東三丁目 | 全域       | 湖南市立菩提寺小学校 | 湖南市立甲西北中学校 |
| 菩提寺東四丁目 | 全域       | 湖南市立菩提寺小学校 | 湖南市立甲西北中学校 |

## 交通
- 滋賀県道22号竜王石部線

## その他

### 日本郵便
- 郵便番号 : 520-3247[4]（集配局：甲西郵便局[8]）。